# 稚桜部五百瀬
稚桜部 五百瀬（わかさくらべ の いおせ）は、飛鳥時代の人物。氏は若桜部とも書く。姓は臣、後に朝臣。冠位は贈直大壱。
672年の壬申の乱で大海人皇子（天武天皇）に従い、信濃国など東山道の兵力動員を命じる使者になった。

## 出自
稚桜部氏（稚桜部臣）は膳氏（膳臣）の一族。若狭国造家。

## 経歴
壬申の乱の勃発時、稚桜部五百瀬は大海人皇子の舎人であった。6月24日に皇子が挙兵を決意して吉野を発ったとき、五百瀬は皇子に従った二十数人の男の中にいた。
伊勢を進んでいた6月26日に、皇子は美濃国で多品治らが起ち上がって不破道封鎖に成功したことを知った。そこで大海人皇子は東海道と東山道に兵の動員を命じる使者を派遣した。稚桜部五百瀬は、土師馬手と共に東山道に遣わされて兵を興した。以上は『日本書紀』の記述で、『釈日本紀』は、『安斗智徳日記』の中に（皇子が）「信濃の兵を発させた」という文があると指摘する。両書の違いは上野国、下野国、武蔵国まで動員がかけられたかどうかという点である。
壬申の乱における功により80戸を封じられた。『日本書紀』には、天武天皇元年（672年）12月4日に勲功ある人を選んで冠位を増し、小山位以上を与えたとする記事があるので、五百瀬もこれと同じかそれ以上の位を受けたと思われる。
持統天皇10年（696年）9月15日に、持統天皇は直大壱の位と賻物（葬儀の際の贈り物）を五百瀬に贈った。よって、この日か直前に五百瀬が死んだと考えられる。